# Trambus

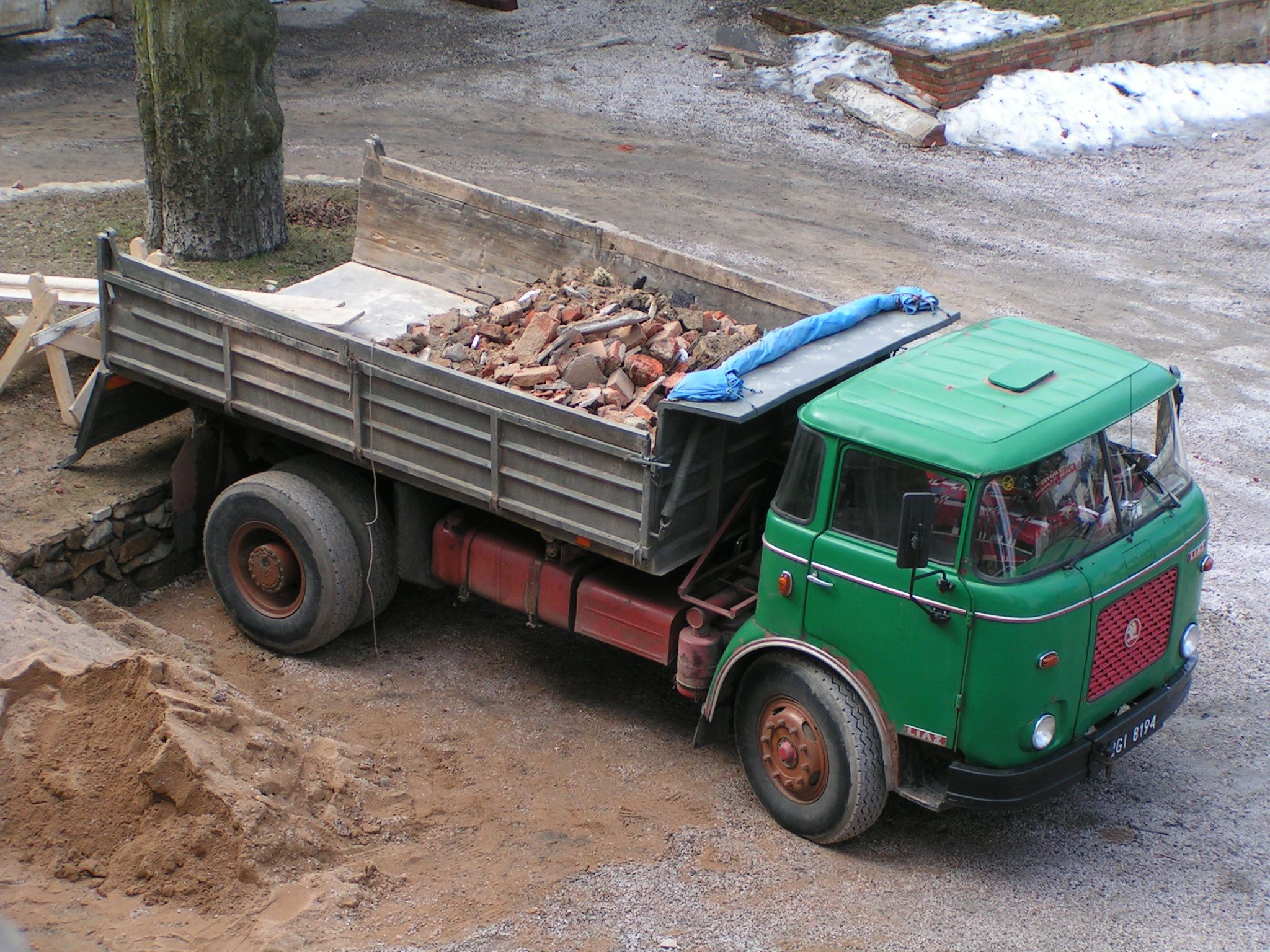
Nákladní automobil s karosérií typu trambus (Škoda 706 MTS)

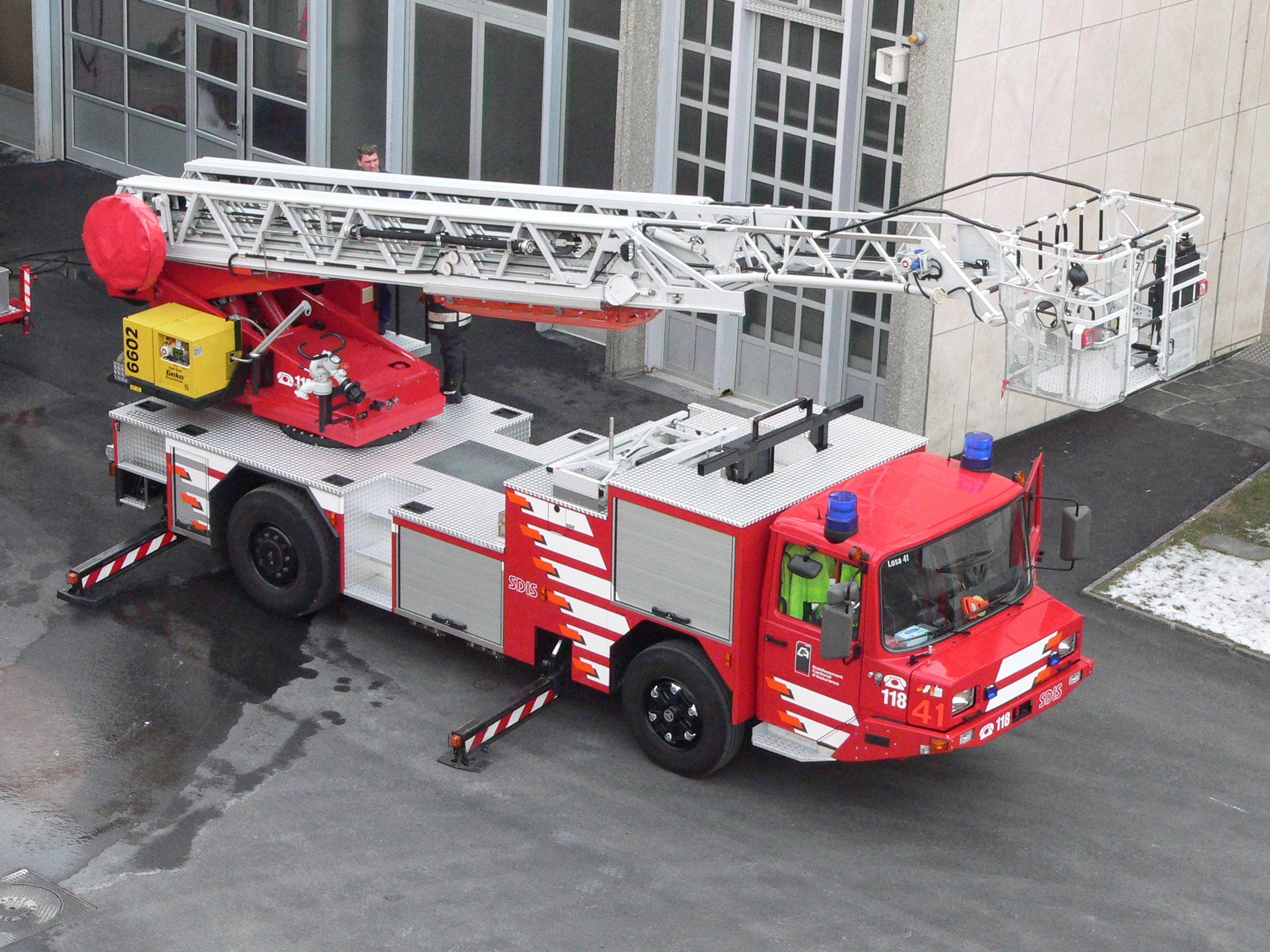
Hasičský vůz, řidič sedí před předními koly

Trambus je označení typu kabiny nákladního automobilu, kde řidič sedí nad nebo před předními koly. Název vznikl pravděpodobně ze spojení slov tram a bus, protože u těchto vozidel se tato karosérie objevila nejdříve.[zdroj?] V angličtině se trambus nazývá „cab over engine“ (COE), čili kabina nad motorem. K motoru je u trambusu přístup buď poklopem přímo v kabině mezi sedadly nebo odklopením celé kabiny dopředu (zejména u velkých novějších nákladních aut).
Trambusová karosérie se používá u některých dodávek, mnoha nákladních aut, trolejbusů a drtivé většiny autobusů.
Opakem trambusu je kapotová karosérie, hovorově „kabina s čumákem“. Anglicky „cab behind engine“ (CBE), čili kabina za motorem.
V češtině se slovo „trambus“ zpravidla používá pro konkrétní model – nákladní automobil Škoda 706 RT (nástupce Škody 706 R s kapotovou karosérií, předchůdce Liazu s trambusovou karosérií).
Dalšími příklady trambusové karosérie jsou Škoda 1203, Tatra 815 a první tři generace VW Transporteru (do začátku 90. let 20. století), Hyundai H100 nebo Mazda E.